# Ґарбув (Серадзький повіт)
Ґарбув (пол. Garbów) — село в Польщі, у гміні Блашки Серадзького повіту Лодзинського воєводства.
Населення — 110 осіб (2011).
У 1975-1998 роках село належало до Серадзького воєводства.

## Демографія
Демографічна структура станом на 31 березня 2011 року:
|          | Загалом | Допрацездатний вік | Працездатний вік | Постпрацездатний вік |
| -------- | ------- | ------------------ | ---------------- | -------------------- |
| Чоловіки | 61      | 15                 | 33               | 13                   |
| Жінки    | 49      | 4                  | 24               | 21                   |
| Разом    | 110     | 19                 | 57               | 34                   |